# Bavaria Slavica

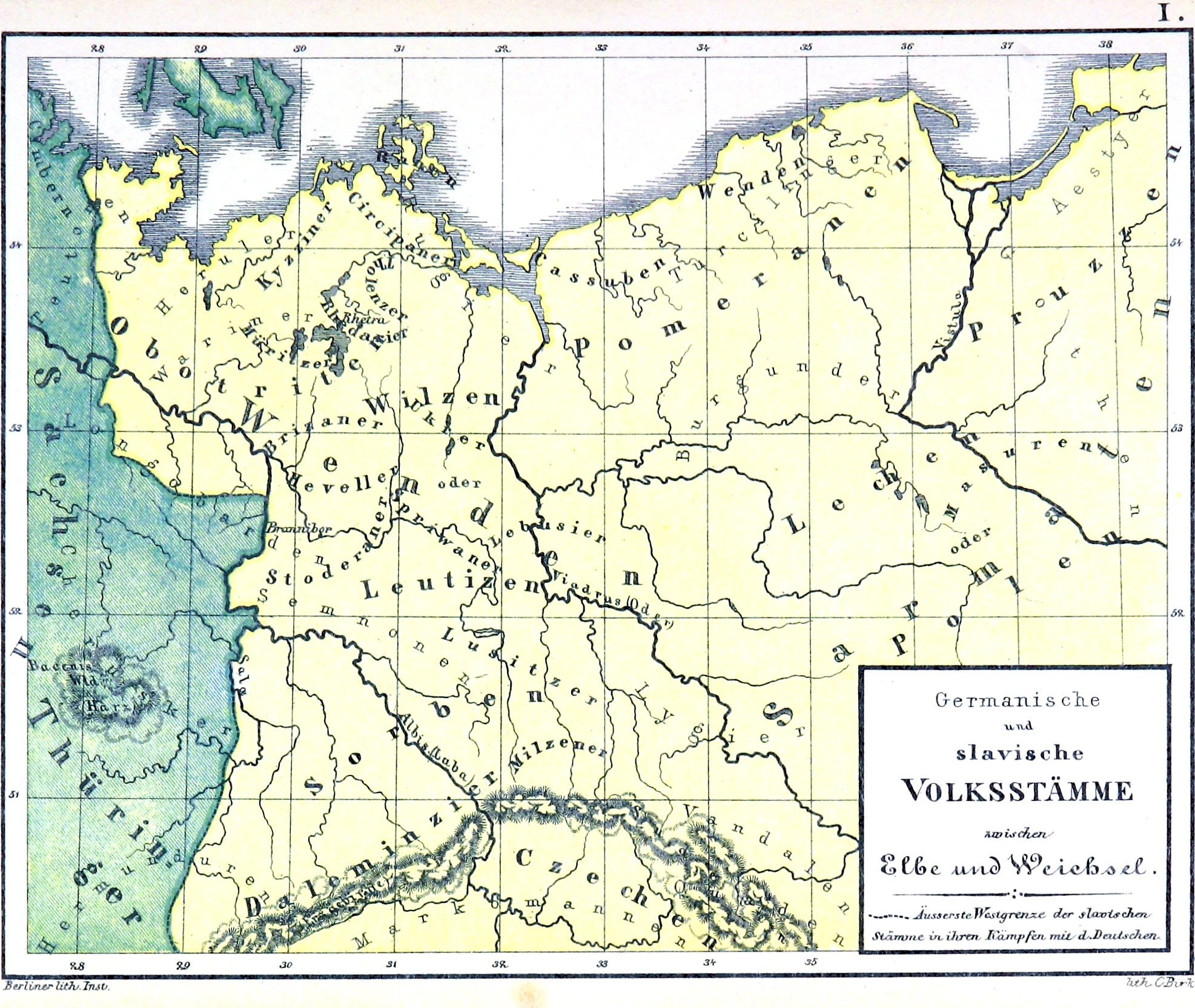
Území obývaná Slovany v raném středověku na mapě Německa, limes sorabicus

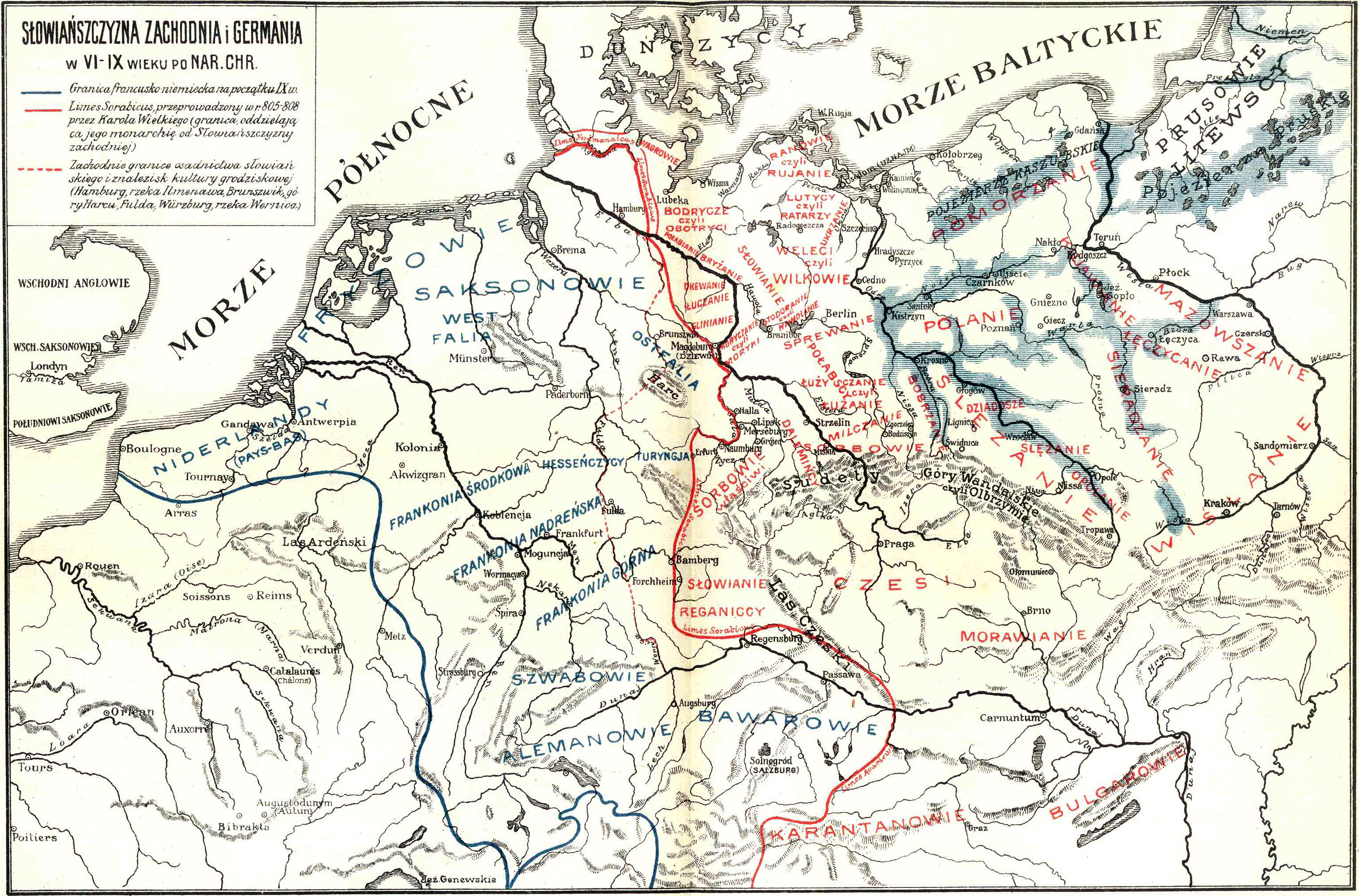
Přibližné rozšíření západoslovanského obyvatelstva a "Limes Sorabicus", který je dělil od Germánů

Bavaria Slavica (v latině Slovanské Bavorsko) je historické území, část dnešního severovýchodního Bavorska, osídlená slovanskými skupinami obyvatelstva. Nacházela se na území Německa, historiky označovaném jako Germania Slavica.

## Historie
V Horních Frankách a na Horní Falci žili v raném a na počátku pozdního středověku vedle domácího franckého obyvatelstva také Slované, kteří sem přišli mezi 6. a 9. stoletím z Podunají a z Čech. Tyto skupiny se objevují v písemných pramenech z 8. až 10. století jako Mohanští, Regnitz a Nábští Vendové. Vnitřní kolonizace a osídlování na přelomu 10. a 11. století probíhalo na územích horního toku Mohanu zejména při příchodu dalších slovanských osadníků. V průběhu procesu asimilace a přizpůsobování se však jejich vlastní jazyk a kulturní tradice již v 10. a 11. století z větší části vytratily.
Přítomnost Slovanů se odráží v mnoha pramenech, jež jsou předmětem výzkumů. Ty vyžadují rozličné metody posuzování, resp. interpretace a umožňují rozdílné vývody.

## Písemné prameny
Nejstarší spolehlivé zmínky o Slovanech v Pomohaní se objevují v souvislosti se založením würzburského biskupství v roce 741. Kolem roku 790 pověřil Karel Veliký würzburského biskupa Berowelfa, aby v rámci slovanské misie založil 14 tzv. slovanských kostelů pro potřeby christianizovaných Slovanů v okolí Mohanu a Regnitze, jejichž polohu lze však pouze předpokládat. V Diedenhofenském kapituláři (805) jsou jmenována místa Hallstadt, Forchheim, Premberg u Burglengenfeldu a Řezno, coby místa určená pro clení při obchodování mezi Franky a Slovany.
Roku 863 jsou poprvé zmiňováni Slované na Horní Falci. V souvislosti s darováním ke klášteru Fulda a kostely ve Würzburku a Ansbachu bylo v 8. – 10. století jmenováno také několik míst ležících „im Slawenland“, tedy „v zemi Slovanů“. Při založení bamberského biskupství roku 1007 byla výslovně zmíněna také christianizace Slovanů. Při bamberské diecézní synodě z roku 1059 bylo na pořadu téma neochoty Slovanů platit desátky a také nadále provozované pohanské praktiky. Na další biskupské synodě z roku 1087 však již Slované zmiňováni nejsou. Celkově byly tradice silně podmíněny náhodnými změnami. Doloženo a zmapováno je především území okolo Bambergu, zatímco jiné vzdálenější regiony se v listinách objevují jen zřídka.

## Prameny místních názvů
V Horních Frankách a Horní Falci jsou často patrné slovanské názvy nebo části názvů u názvů míst, částí obcí a vodstev. Mimo jiné aspekty jmenné (onomastické) analýzy také vypovídají o podílu slovanského obyvatelstva. Přitom však není možné určit konkrétní osídlení jednotlivých míst slovanským nebo německým obyvatelstvem, neboť názvy se nacházejí na rozlehlém území. Kolonisté například mohli převzít starší názvy míst nebo sousedních obcí. Slovanské místní názvy však také naopak mohly vznikat později překladem nebo naharazeny novými německými názvy. Samostatnou skupinu pak tvoří místní jména, která začínala slovem „Windisch-“ nebo naopak končily „-winden“ resp. „-wind“ a často doplněna německým osobním jménem nebo spojená s titulem jako opat či biskup. Zde jsou Slované žijící v těchto místech zmiňováni již jako Windové či Wendové. Typická koncovka pro názvy míst slovanského původu je „-itz“.